# باز سیاه معمولی
باز سیاه معمولی (نام علمی: Buteogallus anthracinus) نام یک گونه از سرده سارگپه‌های خروسی است.